# Al-Sailiya
Al-Sailiya Sport Club - jest katarskim klubem piłkarskim z siedzibą w mieście Doha.

## Historia
Al-Sailiya Sport Club został założony w 10 października 1995. W 2003 klub po raz pierwszy awansował do Qatar Stars League. Pobyt w katarskiej ekstraklasie trwał tylko jeden. Równie krótki był epizod Al-Sailiyi w sezonie 2005-2006. W 2007 klub osiągnął największy sukces w historii w postaci finału Pucharu Szejka Jassima. W tym samym roku klub po raz trzeci awansował do I ligi i występował w niej przez 4 lata do 2011.

## Skład na sezon 2010/2011
| Nr | Poz. | Piłkarz                  |
| -- | ---- | ------------------------ |
| 1  | BR   | Mohammed Enyas           |
| 2  | OB   | Abdulla Al Marzooqi      |
| 3  | OB   | Dawood Abdul Kareem      |
| 4  | PO   | Yazid Mansouri           |
| 5  | PO   | Waheed Mohammed Taher    |
| 7  | OB   | Salem Rashid Al-Snaid    |
| 8  | PO   | Mobolo Baba Keita        |
| 9  | NA   | Moumouni Dagano          |
| 10 | PO   | Waleed Muhyideen         |
| 11 | PO   | Ali Rahma Al-Marri       |
| 12 | OB   | Faouzi Mubarak Aaish     |
| 13 | OB   | Mohammed Bader Alkahloot |
| 15 | NA   | Hamad Al Marri           |
| 16 | OB   | Abdulla Al Hamad         |
| 17 | NA   | Barro Babou Seddiqi      |
| 19 | OB   | Mugib Hamid              |
| 21 | PO   | Bader Al Zaman Gerah     |

| Nr | Poz. | Piłkarz                    |
| -- | ---- | -------------------------- |
| 22 | BR   | Essa Shaaban               |
| 24 | NA   | Sultan Saleem Al Saad      |
| 25 | BR   | Ahmed Al-Hatemi            |
| 26 | OB   | Khalid Nawaf Alareeni      |
| 27 | BR   | Mustafa Aden               |
| 30 | NA   | Othman Hassan Al Aqib      |
| 39 | NA   | Magid Mohamed              |
| 50 | NA   | Abdulla Salem Abdulla      |
| 60 | PO   | Saieed Gulam Al-Bloshi     |
| 69 | PO   | Abdulla Mohammed Al-Adsani |
| 77 | OB   | Abdulla Al-Break           |
| 80 | OB   | Ghanim Haddaf Al-Qahtani   |
| 81 | OB   | Mohammed Amir Madjer       |
| 82 | NA   | Ali Mejbel                 |
| 88 | PO   | Hamad Al Shehab Deeri      |
| 91 | NA   | Abdulla Al Faihani         |
| 99 | BR   | Omar Rushdi Fathi          |

## Sukcesy
- finał Pucharu Szejka Jassima w 2007.
- 6 sezonów w Qatar Stars League: (2003-2004, 2005-2006, 2007-2011)

## Znani piłkarze w klubie
| - Karim Kerkar - Yazid Mansouri - Faouzi Mubarak Aaish - Abdulla Al Marzooqi - Bruno Cazarine - Denis Souza - Roger - Abdoulaye Cissé - Moumouni Dagano - Wael Gomaa - José-Karl Pierre-Fanfan - William Prunier | - Barro Babou Seddiqi - Titi Camara - Mostafa Karim - Samer Saeed - Nader Al Tarhouni - Ahmed Mubarak - Badar Al-Maimani - Bader Al Zaman Gerah - Moustapha Dabo - Mobolo Baba Keita - Adékambi Olufadé |

## Trenerzy
- Pierre Lechantre (2003-2004)
- Uli Stielike (2010-2011)

## Sezony wQatar Stars League
| Sezon     | Uzyskane Miejsce |
| --------- | ---------------- |
| 2003-2004 | 10 (spadek)      |
| 2005-2006 | 10 (spadek)      |
| 2007-2008 | 8                |
| 2008-2009 | 9                |
| 2009-2010 | 11               |
| 2010-2011 | 11 (spadek)      |